# Куркин, Алексей Васильевич
Куркин, Алексей Васильевич (30 марта 1901 года — 16 марта 1948 года) — советский военачальник, генерал-полковник танковых войск (1944).

## Биография
Родился Алексей Васильевич Куркин в семье рабочего в Харькове.
В 1918 году вступил в РККА, участвовал в Гражданской войне, был инструктором пулемётной команды, помощником начальника пулемётного борта бронепоезда, затем командовал бронепоездом на Южном фронте. С 1920 года член ВКП(б).
После Гражданской войны перешёл на политработу, в 1922 году окончил Харьковский военно-политический техникум, был военкомом бронепоезда, бронедивизиона. В 1932 году окончил Высшие бронетанковые курсы усовершенствования комсостава, был назначен командиром и комиссаром отдельного радиобатальона, затем 4-го тяжелого танкового полка в г.Харькове. В 1935 году А. В. Куркин окончил Академические курсы при Военной академии механизации и моторизации РККА, назначен командиром 17-й механизированной бригады, с апреля 1938 года — командир 2-й легкотанковой бригады, на этом посту участвовал в Польском походе РККА. С июня 1940 года А. В. Куркин — командир 5-й танковой дивизии. 23-31 декабря выступал на совещании высшего руководящего состава РККА. В январе 1941 года А. В. Куркин назначен командиром 3-го механизированного корпуса в Прибалтийском военном округе. В 1941 прослушал КУВНАС при Академии Генштаба. 18 июня 1941 года части 3-го мехкорпуса (2-я танковая дивизия, 5-я танковая дивизия и 84-я моторизованная дивизия) были подняты по тревоге и выведены в районы сосредоточения.
С началом Великой Отечественной войны 3-й мехкорпус вошёл в состав Северо-Западного фронта, участвовал в Прибалтийской стратегической оборонительной операции, в ходе которой фактически был уничтожен, 28 августа 1941 года А. В. Куркин во главе группы офицеров вышел из окружения в полосе обороны Брянского фронта.
Сразу после выхода из окружения А. В. Куркин был назначен первым заместителем командующего нового 1-го гвардейского стрелкового корпуса Д. Д. Лелюшенко. Только что сформированный корпус принял участие в Орловско-Брянской оборонительной операции. Уже 9 октября корпус был переформирован в 26-ю армиию, непосредственно подчинявшуюся СВГК, командующим армией назначили А. В. Куркина. В состав армии вошли 6-я гвардейская стрелковая дивизия, 41-я кавалерийская дивизия, 5-й воздушно-десантный корпус, 4-я танковая бригада и другие части. Армия, не завершив формирования, приняла участие в Битве за Москву, вела тяжелые бои на орловско-курском направлении. В боях под Мценском армия понесла большие потери. 25 октября 1941 года управление 26-й армии было расформировано, войска переданы в состав 50-й армии. А. В. Куркин временно командовал 50-й армией до прибытия её командира А. Н. Ермакова.
С декабря 1941 года А. В. Куркин — начальник автобронетанковых войск (АБТВ) Северо-Западного фронта, с января 1942 года — начальник АБТВ Волховского фронта.
С 12 мая по 18 октября 1942 года А. В. Куркин командовал 9-м танковым корпусом на Западный фронте, с октября 1942 года — начальник Саратовского танкового лагеря, с 18 января 1943 года — заместитель командующего бронетанковыми и механизированными войсками (БТ и МВ) Красной Армии.
В июле 1943 года А. В. Куркин становится командующим БТ и МВ Степного фронта (с 20 октября — 2-й Украинский фронт). На этом посту участвовал в Курской битве, Битве за Днепр, Кировоградской, Корсунь-Шевченковской, Уманско-Ботошанской, Ясско-Кишинёвской, Дебреценской, Будапештской, Венской и Пражской операциях. Г. Д. Пласков вспоминал о нём:

Его часто видели в частях как на марше, так и в бою. Надо прямо сказать, каждый из нас многому у него научился. Бывало, стоим с ним и наблюдаем, как артиллеристы и танкисты отбиваются от немцев. Не нравятся мне действия того или другого командира, хочу подбежать к нему, а Алексей Васильевич придавит мне плечо:
— Не надо. Здесь, на КП, вы нужнее, батарейный и без вас справится.

…Не раз Куркин своими советами помогал нам лучше вести боевые действия. Его замечания воспринимались всеми как должное, авторитет Алексея Васильевича был неколебим. В корпусах его приезду радовались, там его хорошо знали и не стеснялись обращаться за помощью.— Пласков Г. Д. Под грохот канонады
В июле 1945 года А. В. Куркин был назначен начальником БТ и МВ Забайкальского фронта, участвовал в Манчжурской операции Советско-японской войны.
В 1946 году А. В. Куркин — генерал-инспектор в Генеральной инспекции БТ и МВ.
Умер Алексей Васильевич 16 марта 1948 года в Москве, похоронен на Новодевичьем кладбище.

## Звания
- полковник — 26.11.1935
- комбриг — 17.05.1939
- генерал-майор танковых войск — 04.06.1940
- генерал-лейтенант танковых войск — 07.02.1943
- генерал-полковник танковых войск — 24.04.1944

## Награды
За время службы А. В. Куркин был удостоен наград:
- Орден Ленина (21.02.1945)
- два Ордена Красного Знамени — 17.04.1943, 03.11.1944
- два Орден Суворова 1-й степени — 13.09.1944, 28.04.1945
- два Орден Кутузова 1-й степени — 22.02.1944, 08.09.1945
- Орден Красной Звезды — 16.08.1936
- Медаль «XX лет РККА» — 1938

другие медали

## Сочинения
- Текст выступления на совещании высшего руководящего состава РККА 23-31 декабря 1940 года

## Документы
- Донесение начальника Автобронетанкового управления Северо-Западного фронта от 23 июня 1941 г. командующему войсками Северо-Западного фронта о задачах, поставленных командирам 3-го и 12-го механизированных корпусов
- Письмо начальника Автобронетанкового управления Северо-Западного фронта от 11 июля 1941 г. о состоянии механизированных корпусов и причинах больших потерь
- Боевой приказ командующего войсками Брянского фронта от 23 октября 1941 г. о слиянии 26-й армии с 50-й армией и установлении разграничительных линий для 50-й армии
- Директива Ставки Верховного Главнокомандования № 004058 от 23 октября 1941 г. командующим войсками Брянского фронта, 26-й и 50-й армий о слиянии 26-й армии с 50-й армией и установлении разграничительной линии с Западным фронтом